# Santa Eufémia (Leiria)
Santa Eufémia is een plaats (freguesia) in de Portugese gemeente Leiria en telt 2420 inwoners (2001).